# Regionalização
Por regionalização pode-se entender a divisão de um grande espaço territorial, com critérios previamente estabelecidos, em áreas menores que passam a ser chamadas de regiões. Cada região diferencia-se das outras por apresentar particularidades próprias.

## Portugal
“As regiões administrativas são criadas simultaneamente, por lei, a qual define os respectivos poderes, a composição, a competência e o funcionamento dos seus órgãos, podendo estabelecer diferenciações quanto ao regime aplicável a cada uma.”

— Constituição da República Portuguesa, Artigo 255.º do Capítulo IV do Título VIII da Parte III.
Está prevista a regionalização em Portugal Continental, na constituição da República Portuguesa, desde 1976, após a revolução de 25 de Abril de 1974. Porém, esta reforma tem vindo a ser sucessivamente adiada, pelos vários governos de diferentes cores políticas que se sucederam.

### Referendo de 8 de Novembro de 1998
“1. A instituição em concreto das regiões administrativas, com aprovação da lei de instituição de cada uma delas, depende da lei prevista no artigo anterior e do voto favorável expresso pela maioria dos cidadãos eleitores que se tenham pronunciado em consulta directa, de alcance nacional e relativa a cada área regional.
2. Quando a maioria dos cidadãos eleitores participantes não se pronunciar favoravelmente em relação a pergunta de alcance nacional sobre a instituição em concreto das regiões administrativas, as respostas a perguntas que tenham tido lugar relativas a cada região criada na lei não produzirão efeitos."Constituição da República Portuguesa, Artigo 256º do Capítulo IV do Título VIII da Parte III.”

—  Esta alteração, introduzida em 1997, faz com que a Regionalização esteja dependente da aprovação em referendo popular
A partir de meados da década de 1990, a discussão em torno da Regionalização em Portugal intensificou-se, tendo-se chegado à conclusão que era necessário e urgente pôr em marcha o processo de Regionalização de Portugal Continental. Assim, já em 1991, durante o governo de Aníbal Cavaco Silva, tinha sido aprovada a Lei-quadro das Regiões Administrativas (Lei nº 56/91, de 21 de Agosto), que definia os órgãos de poder a criar em cada região (Juntas Regionais e Assembleias Regionais), as respetivas competências e atribuições, a forma como as Regiões iriam ser instituídas, e o regime eleitoral das futuras regiões, apenas não definindo o número de regiões a criar e a sua delimitação. Durante os anos seguintes, houve um aceso debate sobre a delimitação de um mapa regional para Portugal Continental. Porém, quando a revisão constitucional de 1997, a instituição em concreto das regiões em Portugal passou a ser obrigatoriamente alvo de referendo. Em 1997, são apresentados dois mapas para a divisão regional.
O PS, do então primeiro-ministro António Guterres, apontava para um mapa de nove regiões: Entre-Douro-e-Minho, Trás-os-Montes e Alto Douro, Beira Litoral, Beira Interior,  Estremadura e Ribatejo, Região de Lisboa e Setúbal, Alto Alentejo, Baixo Alentejo e Algarve. O PCP e o PEV, outros partidos pró-regionalistas, apresentaram também uma proposta de nove regiões, embora com ligeiras diferenças: Minho, Porto e Douro Litoral, Trás-os-Montes e Alto Douro, Beira Litoral, Beira Interior, Estremadura e Ribatejo, Região Metropolitana de Lisboa e Península de Setúbal, Alentejo e Algarve.

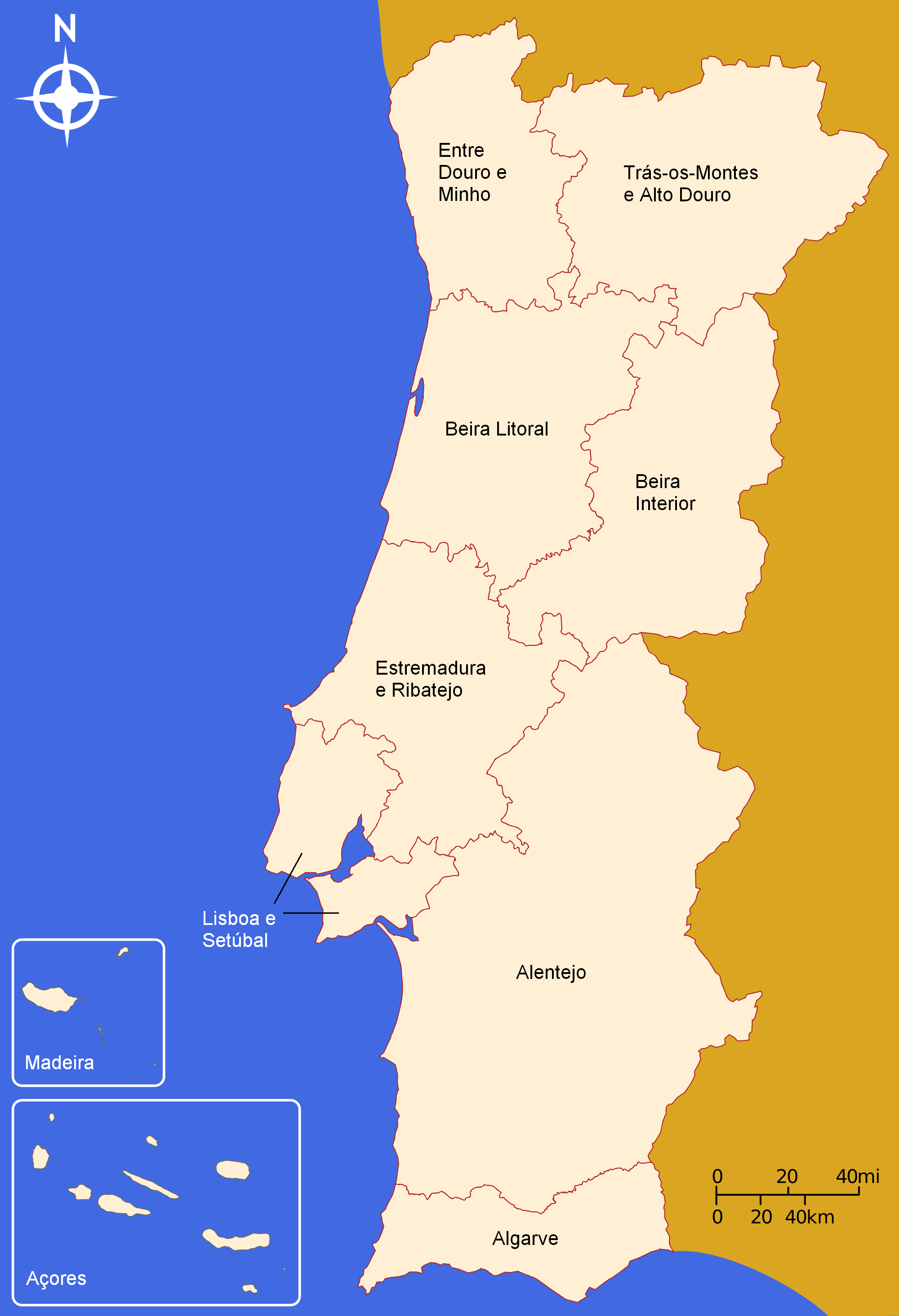
Proposta de 8 regiões administrativas levada a referendo em 1998.

Os outros dois partidos com assento parlamentar, o PSD e o CDS, liderados, na época, por duas personalidades marcadamente anti-regionalistas, Marcelo Rebelo de Sousa e Paulo Portas, não apresentaram qualquer proposta e bateram-se sempre contra a reforma em si.
As duas propostas geraram uma ampla discussão sobre a implementação da Regionalização. Por fim, acabou por ser alcançado um acordo entre PS, PCP e PEV, no sentido de se atingir a maioria de deputados na Assembleia da República necessária à aprovação do diploma. Esta proposta, que foi oficializada pela Lei da Criação das Regiões Administrativas (Lei 19/98, de 28 de Agosto), e que acabou por ser levada a referendo no dia 8 de Novembro de 1998, dividia Portugal em 8 regiões, já que os socialistas haviam abdicado da divisão do Alentejo em 2 regiões, e os comunistas haviam desistido da divisão do Entre Douro e Minho em 2 regiões. No decorrer do processo de junção das propostas, as assembleias municipais e as populações dos diversos concelhos foram auscultadas, num processo algo polémico, mas que acabou por aproximar as regiões propostas da realidade regional portuguesa, baseada nas Províncias Tradicionais Portuguesas, entrosadas há séculos no quotidiano nacional. Porém, algumas assembleias municipais, em desacordo com a Regionalização, e, principalmente, algumas autarquias pressionadas por motivos de ordem política, pelas orientações do PSD e do CDS, não responderam aos inquéritos, contribuindo para o desenho de um mapa que, embora sendo bem aceite quanto às regiões apresentadas, era algo artificial quanto às fronteiras definidas.
Assim, as oito regiões propostas no referendo nacional foram: Entre-Douro-e-Minho, Trás-os-Montes e Alto Douro, Beira Litoral, Beira Interior, Estremadura e Ribatejo, Região de Lisboa e Setúbal, Alentejo e Algarve.
O referendo foi válido e democrático, expressando a livre vontade dos portugueses de então sobre o processo de regionalização.

#### Resultados do Referendo de 8 de Novembro de 1998
Segundo o Secretariado Técnico dos Assuntos para o Processo Eleitoral (STAPE), para a pergunta 1 «Concorda com a instituição em concreto das regiões administrativas?», o resultado foi o seguinte:
| Resposta   | votos     | %       |
| Sim        | 1 458 132 | 34,96 % |
| Não        | 2 530 802 | 60,67 % |
| Brancos    | 40 675    | 0,98 %  |
| Abstenções | 4 465 743 | 51,71 % |

Segundo o Secretariado Técnico dos Assuntos para o Processo Eleitoral (STAPE), para a pergunta 2 «Concorda com a instituição em concreto da região administrativa da sua área de recenseamento eleitoral?», feita apenas aos cidadãos recenseados em Portugal Continental, o resultado foi o seguinte:
| Resposta | votos     | %       |
| Sim      | 1 386 718 | 34,20 % |
| Não      | 2 457 604 | 60,62 % |
| Brancos  | 80 856    | 1,99 %  |

Isto refletiu-se nos elevados números de abstenção. No dia 8 de Novembro de 1998, 51,71% dos eleitores portugueses, o correspondente a umas expressivas 4 465 743 pessoas, ficaram em casa e não foram votar. Deste modo, o Referendo acabou por não ser vinculativo, já que para tal era necessário que pelo menos 50% dos eleitores se expressassem num determinado sentido.
Quanto ao mapa apresentado, pensa-se também que não foi por isso que a Regionalização foi rejeitada, já que, na segunda pergunta, os níveis correspondentes ao "Não" e as áreas geográficas onde este saiu vencedor, foram semelhantes aos da primeira pergunta. Geograficamente, e em ambas as perguntas, o "Sim" saiu vencedor apenas na região do Alentejo, nomeadamente nos distritos de alentejanos de Évora e Beja, e no distrito de Setúbal, dividido entre o Alentejo e a Região de Lisboa e Setúbal. Por esta razão, os alentejanos reclamam ainda hoje a existência de uma ilegalidade, já que a Junta e a Assembleia Regional do Alentejo já deveriam ter sido formados em 1998, já que a região assim o decidiu nas urnas. O "Sim" venceu ainda em vastas áreas do Algarve, onde se registou praticamente um empate entre o Sim e o Não. Outra das zonas que aprovou a Regionalização foi o Porto, tendo o "Sim" ganho nos concelhos do Porto, Matosinhos e Gondomar, e registado votações equilibradas em Vila Nova de Gaia, Valongo, Maia e Vila do Conde. Os piores resultados do "Sim" registaram-se a norte do Tejo, nomeadamente na Beira Litoral e no distrito de Braga. Já no distrito de Viana do Castelo, o Sim ganhou na maioria das sedes de concelho e freguesias urbanas. Contudo, comparativamente, os resultados foram bastante melhores nas regiões do Interior (Trás-os-Montes e Alto Douro e Beira Interior) do que nas do Litoral (Entre-Douro-e-Minho e Beira Litoral).

### Propostas no século XXI para Portugal

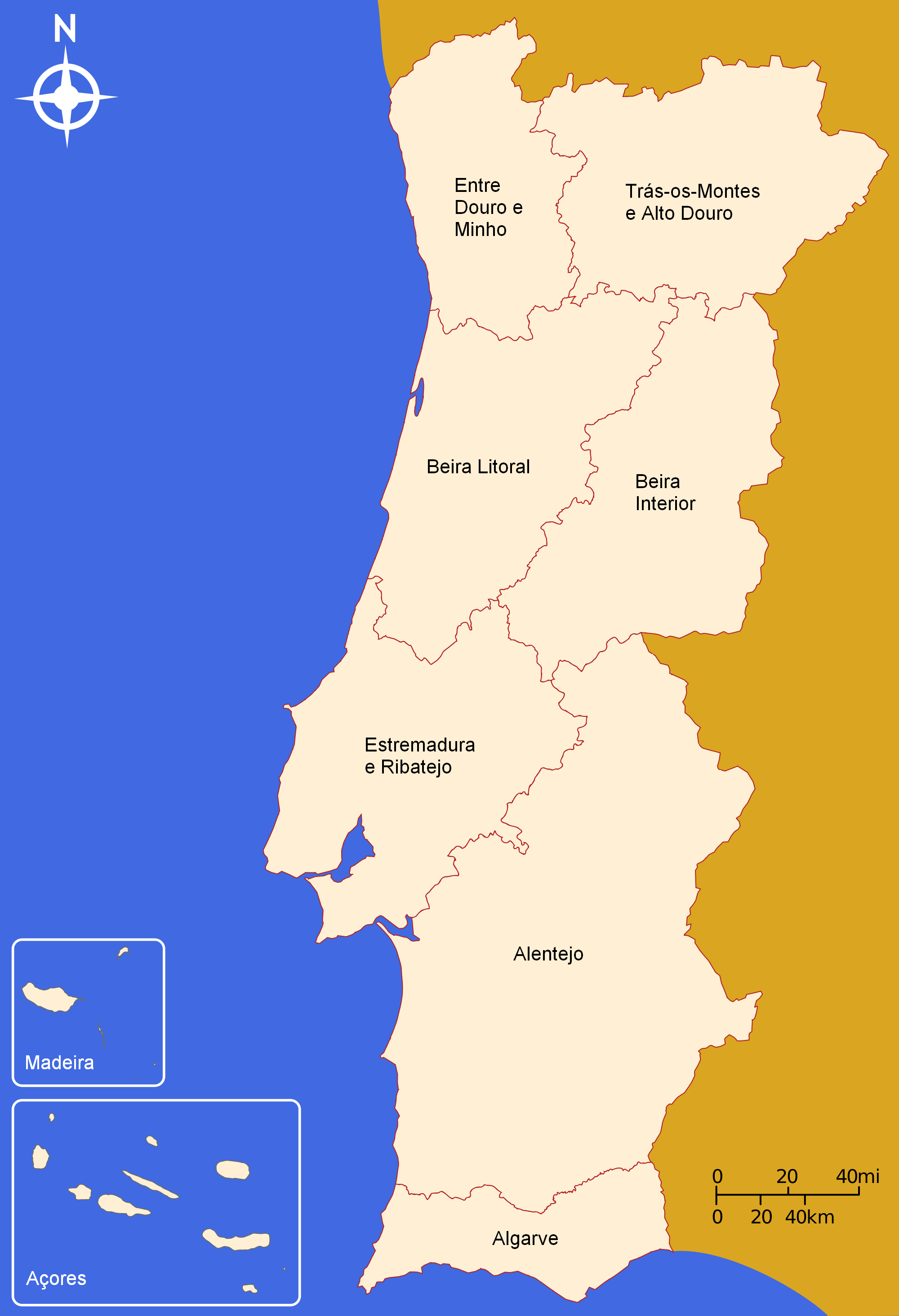
A proposta das sete regiões (mapa inicial)

Durante o governo de Durão Barroso, da coligação PSD/CDS, tentou-se novamente reformular as divisões administrativas do país, com a criação de um mapa regional constituído por unidades territoriais relativamente pequenas, de três tipos: Grandes Áreas Metropolitanas, Comunidades Urbanas e Comunidades Intermunicipais. Esta reforma ficou conhecida como "Reforma Relvas", devido ao facto de ter sido idealizada pelo social-democrata Miguel Relvas. Durante o curto consulado do governo de Santana Lopes, foi operada uma descentralização ao nível ministerial, com algumas Secretarias de Estado a serem instaladas fora de Lisboa. Porém, com a chegada de José Sócrates ao poder, em 2005, todas estas reformas foram abandonadas. Ao longo dos último anos, os governos têm vindo a implementar uma reorganização territorial de acordo com um mapa de 5 regiões. Também foi avançada a chamada proposta das 7 Regiões, existindo, atualmente, um debate em torno destas duas propostas de Regionalização para Portugal Continental, cuja morfologia é a seguinte:
A proposta das cinco regiões divide o país em Norte, Centro, Lisboa e Vale do Tejo, Alentejo e Algarve. Por outro lado, a proposta das sete regiões trazem a seguinte repartição: Entre-Douro-e-Minho, Trás-os-Montes e Alto Douro, Beira Litoral, Beira Interior, Estremadura e Ribatejo, Alentejo e Algarve.
Em janeiro de 2015, o secretário-geral do PS, António Costa, defendeu a regionalização do país, afirmando que se regressar ao Governo promoverá a descentralização.
Em setembro de 2019, o secretário-geral do PS, António Costa, reiterou a sua opinião quanto à regionalização, porém terá dito numa entrevista que uma vez que o Presidente Marcelo Rebelo de Sousa era um grande opositor da regionalização não antevia um bom resultado para os trabalhos da concretização da mesma. Sendo que afirmou que seria um projeto para o futuro de Portugal.[carece de fontes?]
Em dezembro de 2021, António Costa prometeu que, se ganhasse as eleições legislativas de 2022 (o que acabou por acontecer), referendaria a regionalização novamente por volta de 2024, recebendo uma confirmação do Presidente da República Marcelo Rebelo de Sousa, do Líder da Oposição Rui Rio, e dos líderes dos demais partidos (à exceção do CDS que se revelou contra a regionalização em qualquer modelo) que aceitariam a realização de um novo referendo à regionalização, sendo que os partidos à esquerda se mostraram a favor da realização de um referendo mais cedo por se verificar um alargado consenso na matéria. Após a eleição de Luís Montenegro como líder do PSD, este mostrou-se "absolutamente contra" a realização de um referendo antes de 2026.

## Brasil
Durante as últimas décadas, o Governo brasileiro tenta encontrar a melhor forma para regionalizar o país, utilizando diferentes metodologias para tal. No entanto, dois formatos são utilizados com maior frequência: a regionalização político-administrativa — tradicional do Instituto Brasileiro de Geografia e Estatística (IBGE) com enfoque em critérios humanos, como formação étnica e a distribuição territorial da população — e a regionalização geoeconômica — tratando dos aspetos econômicos agregados aos estados. Entretanto há ainda a proposta de Milton Santos para regionalização, a Divisão Hidrográfica Nacional e remanescentes de divisões anteriores feitas pelo IBGE.

### Critério político-administrativo no Brasil
Segundo a regionalização tradicional do Brasil, o território brasileiro fica subdividido em cinco macro regiões heterogêneas, descritas na tabela abaixo.
| Macrorregião                                        | Macrorregião | Clima | Vegetação | Relevo | Hidrografia | População |
| --------------------------------------------------- | ------------ | --- | --- | --- | --- | --- |
| Região Norte                                        |              | Equatorial úmido, com elevado índice pluviométrico. | Floresta equatorial amazônica | Baixo, formado por planícies. | Bacia hidrográfica Amazônica. | Pouca, formada por brancos, índios e mamelucos, porém em Belém a população cafuza migrante oriunda do Norte maranhense é bem comum. |
| Ver artigo principal: Região Norte do Brasil        |              | | | | | |
| Região Nordeste                                     |              | Tropical úmido (Zona da Mata), tropical semiárido (Agreste/Sertão) e tropical de transição (Meio Norte).                                                                         | Mata Atlântica (Zona da Mata), Caatinga (Agreste/Sertão) e Mata dos Cocais (Meio Norte).                                                                          | formado por planícies (Zona da Mata) e planalto (Agreste/Sertão). | Bacia Hidrográfica do São Francisco. | Numerosa, formada por brancos (principalmente em Fortaleza, João Pessoa e sertão setentrional), negros (principalmente em Salvador e Recife), índios (principalmente no Sertão), cafuzos (principalmente em São Luís) e mamelucos (o elemento étnico básico da região, mas principalmente na zona semiárida, Agreste, Fortaleza, Natal, João Pessoa, sul de Maranhão e Piauí, centro-oeste da Bahia etc). |
| Ver artigo principal: Região Nordeste do Brasil     |              | | | | | |
| Região Centro-Oeste                                 |              | Tropical semiúmido (tropical típico), com duas estações bem definidas em relação aos índices pluviométricos (Primavera/Verão - período chuvoso e Outono/Inverno - período seco). | Cerrado, que sofre drásticamente com as atividades agropecuárias, onde destacamos a pecuária extensiva e a sojicultura; Além das Matas Ciliais ou Matas Galerias. | Planalto Central, formado por chapadas e a Planície do Pantanal. | Bacia Hidrográfica do Paraguai e Araguaia (Tocantis - Araguaia) | Modesta população formada por brancos (principalmente no centro-oeste da região descendentes de migrantes do norte do RS, oeste de SC e oeste do PR), índios (principalmente no norte do MT) e mamelucos (a etnia mais comum da região e praticamente a única até meados de 1960) com baixa densidade demográfica, porém após a construção de Brasília, muitos elementos mineiros de origem africana (geralmente mulatos e cafuzos) migraram para a sua parte mais oriental entre o nordeste do MS e o leste/sudeste de GO e DF. |
| Ver artigo principal: Região Centro-Oeste do Brasil |              | | | | | |
| Região Sudeste                                      |              | Tropical de altitude e tropical úmido. | Floresta tropical ou Mata Atlântica, radicalmente devastada pela ação antrópica.                                                                                  | Planície costeira ou litorânea, onde encontramos uma estrutura particular chamada de Mar de Morros; Além do chamado Planalto Atlântico, composto basicamente por serras. | Região rica em nascentes, onde destacamos a nascente do Rio São Francisco, na chamada Serra da Canastra (Minas Gerais), além da formação inicial da Bacia do Paraná e de bacias secundárias como o Tietê, Paraíba do Sul, entre outros. | Gigantesca população, agregando mais de 40% da população brasileira, formada por todos os grupos étnicos e suas miscigenações, porém não de modo homogeneo - a população branca da região se concentra no interior do ES e no interior de SP, enquanto a população negra se concentra no centro de minas, baixada fluminense, zona norte do Rio, parte da zona oeste[carece de fontes?]. Os mamelucos são mais comuns no interior de SP e ES, os cafuzos no interior de MG, os mulatos na capital do RJ e os nativos foram praticamente dizimados, boa parte tupinambás, mas restando uma população kaigang e guarani. |
| Ver artigo principal: Região Sudeste do Brasil      |              | | | | | |
| Região Sul                                          |              | Temperado sub-tropical com duas estações bem definidas, apresentando verões quentes e invernos frios e secos.                                                                    | Mata dos Pinhais ou Araucárias (estado do Paraná) e os Pampas. | Formado por zonas baixas próximas ao litoral e planalto arenito basáltico (planalto meridional)                                                                          | Médio e baixo cursos da Bacia do Paraná, Bacia do Paraguai e Bacia do Uruguai. | Formada basicamente por brancos de origem europeia não ibérica, como italianos, germânicos e eslavos. Não observamos a integração entre diferentes grupos étnicos, explicando assim a formação homogênea da Região, com fortes traços europeus, porém existem minorias africanizadas no sudeste do RS (região de Pelotas), divisa litoranea entre PR e SC, Paranaguá, etc. O panorama da região neste sentido foi o que mais se alterou drasticamente na sua história populacional; entre 1775 e 1825 mais da metade da população do PR e RS eram de origem africana, mas do século XVI a 1775 era ameríndia e mameluca; SC por exemplo era etnicamente açoriana na parte central do seu litoral, africanizada na divisa costeira com o PR (só que mais recentemente via migrações) e praticamente ameríndia pura no seu interior meio-oestio até finais do século XIX e início do século XX quando imigrantes alemães colonizaram a parte mais a nordeste do seu centro e os italianos a sua costa meridional; gaúchos e descendentes ocuparam o oeste bem depois e na parte mais ocidental do centro existe uma população de transição, que originalmente era amerindia e mameluca. No interior do PR o elemento eslavônico é o mais forte, mas com a migração de etnias italianas do norte gaucho, os etno-padanicos do RS setentrional passaram a ser a maioria dentre os euro-descendentes do estado; no RS o elemento norte-italiano é mais comum na sua parte serrana centro-ocidental, enquanto o alemão é mais comum na parte oriental da serra. O elemento mameluco é fortíssimo na região oeste do RS, de onde surgiu o gaúcho original, filho do espanhol/iberico com a nativa guarani. |
| Ver artigo principal: Região Sul do Brasil          |              | | | | | |

### Critério geoeconômico no Brasil
| Região                                                         | Agricultura | Pecuária | Extrativismo | Setor secundário | Setor terciário |
| -------------------------------------------------------------- | --- | --- | --- | --- | --- |
| Região Amazônica                                               | Fronteira agrícola brasileira, estimula intensos movimentos migratórios de pequenos agricultores, ratificando assim a proliferação de agricultura de subsistência, causando radicais danos ao meio ambiente.           | Sistema extensivo especulativo, no qual vários agricultores simulam atividades agropecuárias para garantir de maneira "ilegal" a posse da terra. Vale lembrar que entre as Regiões Norte e Nordeste, observamos um rebanho bufalino que de solução acabou virando um problema, porque os rebanhos se tornaram "nativos" com intenso processo de procriação. | Destaque para o extrativismo vegetal (a castanha do Pará, açaí, látex, malva, juta) o extrativismo animal (pesca e caça de animais silvestres) e o extrativismo mineral (Complexo Mineral de Carajás). | Há importante fator industrial vinculado à produção de eletroeletrônicos, garantindo a produção e distribuição para o Brasil e toda América Latina.                                                        | O comércio é restrito e, consequentemente, caro, porque a maioria dos artigos de bens de consumo são produzidos nas Regiões Sudeste e Sul.                    |
| Ver artigo principal: Região geoeconômica Amazônica do Brasil  | | | | | |
| Região Nordeste                                                | Modelo do tipo plantations com destaque para cana-de-açúcar, cacau e algodão. Fruticultura irrigada na Região do Agreste e agricultura de subsistência nas regiões do Sertão e Meio Norte.                             | A pecuária da Região se concentra nas margens do Rio São Francisco, também conhecido como Rio dos Currais. | No extrativismo mineral podemos destacar o sal e o petróleo, no extrativismo vegetal destacamos o babaçu e carnaúba e no extrativismo animal destacamos a pesca. | Mais recebe investimentos não só no estado, quanto na iniciativa privada recebendo investimentos de empresas de médio e grande porte, como a Ford Motors, Calçados Azaleia, Manguari, Jandáia e Vulcabrás. | De acordo com o desenvolvimento do turismo, movimenta bilhões de dólares durante o ano inteiro, acelerando radicalmente o comércio e a prestação de serviços. |
| Ver artigo principal: Região geoeconômica Nordeste do Brasil   | | | | | |
| Região Centro-Sul                                              | Encontramos diferentes modelos como o de subsistência, o modelo do tipo plantations e a moderna agricultura mecanizada, que se estende ao Oeste Paulista, passando pelo Mato Grosso do Sul, chegando até a Região Sul. | Caracterizada como extensiva (Pantanal, Minas Gerais, Rio de Janeiro e em determinados locais da Região Sul) e intensiva, com altíssima qualidade, na Região Sul. | No extrativismo mineral podemos destacar o Quadrilátero Ferrífero (Minas Gerais), petróleo na Bacia de Campos e na Bacia de Santos, carvão mineral no Vale do Itajaí (Santa Catarina), além do Maciço de Urucum. No extrativismo vegetal destacamos a Mata das Araucárias e a Mata Atlântica. No extrativismo animal podemos citar a pesca, não só no litoral, mas também nos rios do interior. | | |
| Ver artigo principal: Região geoeconômica Centro-Sul do Brasil | | | | | |